# Карате Кід: Легенди
Карате Кід: Легенди  (англ. Karate Kid: Legends) — американський бойовик.

## Сюжет
Після сімейної трагедії юний майстер кунг-фу Лі Фан змушений покинути свій дім у Пекіні й переїхати до Нью-Йорка разом із матір’ю. Лі намагається залишити минуле позаду та знайти своє місце серед нових однокласників. Та, хоча він не хоче битися, неприємності переслідують його всюди. Коли новому другу потрібна його допомога, Лі бере участь у змаганнях з карате – але однієї майстерності недостатньо для перемоги. Вчитель Лі, містер Хан, звертається по допомогу до справжнього Карате Кіда – Даніеля ЛаРуссо. Тож, Лі відкриває для себе новий підхід до бою, поєднуючи два стилі в один для вирішального поєдинку у світі бойових мистецтв.

## У ролях
| Актор          | Роль           |
| -------------- | -------------- |
| Ральф Маккіо   | Даніел ЛаРуссо |
| Джекі Чан      | майстер Хан    |
| Бен Ван        | Лі Фонг        |
| Джошуа Джексон | Віктор         |
| Сейді Стенлі   | Міа            |
| Араміс Найт    | Конор Дей      |
| Вільям Забка   | Джонні Лоуренс |